# 대전노은고등학교
대전노은고등학교(大田老隱高等學校)는 대한민국 대전광역시 유성구 노은동에 있는 공립 고등학교이다.

## 학교 연혁
- 2000년 5월 13일 : 대전노은고등학교 설립인가
- 2003년 3월 4일 : 제1회 입학식(10학급 345명)
- 2011년 3월 31일 : 교육과학기술부 지정, 자율형 공립고 확정 발표
- 2017년 3월 1일 : 교육과학기술부, 자율형 공립고 재지정(2022.2.28.)
- 2023년 9월 1일 : 제8대 정주일 교장 취임
- 2024년 1월 26일 : 제19회 졸업식(8학급 199명, 누계 5,120명)
- 2024년 3월 4일 : 제22회 입학(8학급 208명)

## 참고 자료
- 대전노은고등학교 - 한국교육학술정보원 학교알리미